# Mikoyan-Gourevitch MiG-9
Le Mikoyan-Gourevitch MiG-9 est un avion militaire soviétique à réaction construit après la Seconde Guerre mondiale.

## Présentation
Le MiG-9 fut, trois heures avant le premier vol du Yak-15, le premier avion à réaction soviétique à prendre l'air le 24 avril 1946, avec à ses commandes le pilote d'essai Alexeï Nikolaïevitch Grintchik (ru).
Chasseur monoplace biréacteur d'après-guerre, il atteignait la vitesse de 900 km/h. Pour les premiers vols on l'équipa de réacteurs allemands BMW 003 de 784 daN de poussée, capturés par les troupes soviétiques. Ce fut aussi le premier appareil militaire soviétique à être équipé d'un train tricycle.
Les premiers MiG-9 de série (I-301) sortirent des usines en fin d'année 1946. Après de nombreuses variantes produites, notamment pour tenter de résoudre le problème de l'arrêt des réacteurs au moment du tir des canons, la production en série cessa en 1949.
L'armement du MiG-9 était constitué d'un canon de 57 mm NS-57, remplacé ensuite par un NS-37 alimenté à 40 coups, et de deux canons NS-23 de 23 × 115 mm avec 80 coups chacun.

## Anciens utilisateurs
- Union soviétique
- Chine

### Aéronefs comparables
- Dassault Ouragan
- de Havilland Vampire
- P-80 Shooting Star
- Saab J 29 Tunnan
- Soukhoï Su-9